# ActiveJet Team/Saison 2014
Dieser Artikel listet Erfolge und Fahrer des Radsportteams ActiveJet Team in der Saison 2014 auf.

## Erfolge in der UCI Europe Tour
In der Saison 2014 wurden folgende Erfolge in der UCI Europe Tour erzielt.
| Datum      | Rennen                                              | Kat. | Fahrer           |
| ---------- | --------------------------------------------------- | ---- | ---------------- |
| 22. Juni   | 2. Etappe Memorial im. J. Grundmanna J. Wizowskiego | 2.2  | Konrad Dąbkowski |
| 2. Juli    | 1. Etappe Course de la Solidarité Olympique         | 2.2  | Konrad Dąbkowski |
| 17. August | Puchar Uzdrowisk Karpackich                         | 1.2  | Paweł Franczak   |
| 23. August | Puchar Ministra Obrony Narodowej                    | 1.2  | Konrad Dąbkowski |

## Mannschaft
| Name                 | Geburtstag         | Nationalität | Team 2013                     |
| -------------------- | ------------------ | ------------ | ----------------------------- |
| Łukasz Bodnar        | 10. Mai 1982       | Polen        | Bank BGŻ                      |
| Paweł Brylowski      | 29. Juni 1989      | Polen        | Bank BGŻ                      |
| Sławomir Chrzanowski | 1. Juni 1991       | Polen        | Neoprofi                      |
| Konrad Dąbkowski     | 16. Februar 1989   | Polen        | BDC-Marcpol Team              |
| Jesús Ezquerra       | 30. November 1990  | Spanien      | Leopard-Trek Continental Team |
| Paweł Franczak       | 7. Oktober 1991    | Polen        | Team Wibatech-Brzeg           |
| Mario González       | 6. Juni 1992       | Spanien      | Neoprofi                      |
| Tomasz Mickiewicz    | 10. März 1994      | Polen        | Team Wibatech-Brzeg           |
| David Muntaner       | 12. Juli 1983      | Spanien      | Neoprofi                      |
| Arkadiusz Owsian     | 10. September 1993 | Polen        | Neoprofi                      |
| Emanuel Piaskowy     | 2. März 1991       | Polen        | Neoprofi                      |
| Michał Podlaski      | 13. Mai 1988       | Polen        | Bank BGŻ                      |